# Ephestiasula rogenhoferi
Ephestiasula rogenhoferi (лат.) — вид богомолов рода Ephestiasula из семейства Hymenopodidae. Встречается в Непале и Индии: Керала, Мадхья-Прадеш, Тамилнад, Западная Бенгалия. Этот небольшой богомол коричневого или бурого цвета идентифицируется по овальной форме передних бедер, на внутренней верхней части которых имеется широкая черная ямка; верхний край темени вогнут, а лобный склерит имеет глубокую ямку посередине.
Длина тела около 2 см. От близких видов отличается тем, что верхняя внутренняя доля бедра имеет широкое черное пятно. Верхний край темени вогнут, латеральные гребни с бугорком около глаз.